# Piper Duck
Pour les articles homonymes, voir Duck.
Pas d'image ? Cliquez ici

a Compétitions nationales et continentales officielles uniquement.

b Matchs officiels uniquement.
Dernière mise à jour le 26 juillet 2025.
Piper Duck, née le 2 avril 2001 à Wagga Wagga (Australie), est une joueuse internationale australienne de rugby à XV évoluant au poste de troisième ligne aile. Elle joue avec le club du Sydney University FC et les Waratahs.

## Biographie
Piper Duck naît le 2 avril 2001 à Wagga Wagga en Australie. Elle pratique d'abord le basket-ball mais décide de s'essayer au rugby à XV en regardant les Jeux de Rio à la télévision.
En 2022, elle joue pour les Waratahs de Sydney. Elle compte sept sélections en équipe d'Australie quand elle est retenue en septembre 2022 pour disputer la Coupe du monde en Nouvelle-Zélande.
En 2023, elle est nommée capitaine des Wallaroos : elle a 22 ans, c'est la plus jeune capitaine de l'histoire de l'équipe nationale australienne. Blessée à une cheville, elle rate la première édition du WXV.
En 2024, elle remporte la Jack Scott Cup avec le Sydney University FC. Blessée, elle rate le WXV 2024.

## Palmarès
- Vainqueur du Super Rugby Women's en 2020, 2021, 2024 et 2025.
- Vainqueur de la Jack Scott Cup en 2024.